# Колбово (Могилёвская область)
Колбово (бел. Коўбава) — деревня в Кировском районе Могилёвской области Беларуси. Входит в состав Стайковского сельсовета.

## География
Деревня находится в юго-западной части Могилёвской области, к западу от Чигиринского водохранилища, при автодороге Н-10453, на расстоянии приблизительно 25 километров (по прямой) к северо-востоку от города Кировска, административного центра района. Абсолютная высота — 152 метра над уровнем моря. Площадь населённого пункта — 0,5324 км².

## История
По состоянию на 1910 год, в Колбове имелось 111 дворов и проживал 731 человек (350 мужчин и 381 женщина). В административном отношении входила в состав Колбовского сельского общества Чигиринской волости Быховского уезда Могилёвской губернии.

## Население
По данным переписи 2019 года, в деревне проживало 23 человека.
| Год  | Население, человек |
| ---- | ------------------ |
| 1910 | 731                |
| 2009 | ↘ 42               |
| 2019 | ↘ 23               |